# Octanoylchlorid
Octanoylchlorid ist eine chemische Verbindung aus der Gruppe der Carbonsäurehalogenide.

## Gewinnung und Darstellung
Octanoylchlorid kann durch Chlorierung von Octansäure mit Phosphorpentachlorid gewonnen werden.

## Eigenschaften
Octanoylchlorid ist eine brennbare, schwer entzündbare, feuchtigkeitsempfindliche, farblose Flüssigkeit mit unangenehmem Geruch, die sich in Wasser zersetzt.

## Verwendung
Octanoylchlorid wird als Zwischenprodukt zur Herstellung von Arzneistoffen verwendet. Es wird auch zur Herstellung von Klebstoffen verwendet und dient als Acylierungsmittel für eine Vielzahl von Verbindungen wie Zucker (z. B. Saccharose) und aromatische Verbindungen (z. B. Anisol und Monoglyceride).

## Sicherheitshinweise
Die Dämpfe von Octanoylchlorid können mit Luft ein explosionsfähiges Gemisch (Flammpunkt 82 °C) bilden.